# Xbox Game Studios
Xbox Game Studios （エックスボックス ゲームスタジオ、旧称Microsoft Studios、Microsoft Game Studios、Microsoft Games）は、ワシントン州レドモンドに拠点を置くアメリカのコンピュータゲームパブリッシャーであり、マイクロソフトの一部門。同スタジオはMicrosoft Windows用ゲームの開発と販売のために社内組織「Game Group」から分離して2000年3月に設立された。その後、Xboxプラットフォーム、Windows Mobileなどのモバイルプラットフォーム、およびWebベースのポータル向けのゲームやその他のインタラクティブエンターテインメントを提供するなど事業を拡大してきた。スタジオの成長とともに他のいくつかのスタジオを買収、所有権の放棄などをしてきており、2021年3月9日現在23のスタジオの親組織となっている。

## 歴史

### Microsoft GamesおよびMicrosoft Game Studios（2000–2011）として

Microsoft Game Studiosのロゴ（2001–2011）

ゲーム専門部門が設立される前からマイクロソフトは自社に「Games Group」があり、デベロッパーと作品の買収を行っていた。同社は1999年に『MechWarrior』ゲームシリーズを開発するFASA Interactiveを買収し、同年にゴルフゲームの『Links』シリーズを開発するAccess Softwareと『Microsoft Flight Simulator』ゲームを手掛けたAces Game Studioを買収している。Games Groupはアンサンブルスタジオ（『エイジ オブ エンパイア』『エイジ オブ ミソロジー』）やDigital Anvil （ 『Starlancer』）との長期的なパブリッシング契約も締結していた。マイクロソフト傘下でFASA InteractiveはFASA Studioに改称され、Access SoftwareはSaltLake Games Studioになった。
2000年3月頃、マイクロソフトはGame Groupを「Microsoft Games」という完全な別部門に移行し、マイクロソフト内の他のゲーム関連プロジェクトを統合した。これは初代Xboxの発表と並行して行われ、 Microsoft GamesがXboxとMicrosoft Windowsの両方の作品のデベロッパーおよびパブリッシャーの役割を担うことになった。マイクロソフトのエンターテインメント部門で役職を担ったロビー・バックが上級副社長に任命され、旧Game Groupのメンバーで同グループによるいくつかの買収に貢献したエド・フライズが新部門の副社長に任命された。シェーン・キムは同部門のゼネラルマネージャーを務めた。2001年にこの部門はMicrosoft Game Studios（MGS）に改称された。
FASA StudioとSalt Lake Games Studioは、Microsoft Games Studioに残った。Digital Anvilとアンサンブルスタジオは、それぞれ2000年と2001年にマイクロソフトに買収された。部門設立後の2000年6月には『Halo：Combat Evolved』を開発中だったバンジーを買収し、この買収によりパソコンでの販売が計画されていたHaloはマイクロソフトのパブリッシング作品となり、2001年のXbox発売時にローンチタイトルとして発売された。2001年にはレースゲーム『Forza』シリーズ開発を行う「Turn 10 Studios」が設立された。2002年9月、Microsoft Games Studiosは任天堂プラットフォーム向けに幅広く開発を行っていたレアを買収した。2003年、マイクロソフトはEAスポーツレーベルがXbox向けスポーツゲームを開発する上ではるかに強力な立場にあることを認識し、再編の一環として、スポーツゲームを自社開発していたMicrosoft Game Studios内の約78人の従業員をレイオフし、2004年にはSalt Lake Game Studio（当時の名称はIndie Games）をテイクツー・インタラクティブに売却した（Indie GamesはIndie Builtになった）。
ピーター・ムーアは2003年にXboxコンソールやMGSのXboxとPC向けゲームなどを含むHome and Entertainment部門の副社長に任命され、バックの直属となった。エレクトロニック・アーツのような大手パブリッシャーをXboxプラットフォームに引き込むことに加えて、ムーアはMGSパブリッシングのサポートを受けて日本の開発者に声をかけて日本でのXbox普及に努め、『ファントムダスト』と『ブリンクス・ザ・タイムスイーパー』などのゲームが発売された。
2004年頃、MGSはマイクロソフトのWebゲームポータル「MSN Games」、MSNメッセンジャーのチャットクライアント上、Xbox Liveプラットフォーム向けのカジュアルゲームを開発する社内スタジオ「Cabonated Games」を設立した。キムとFriesは、Xboxプラットフォーム初の大規模RPGとなる『フェイブル』（2004年）について、MGSが同作の販売契約を開発元のLionhead Studiosと締結するために尽力した。その後、2006年にMGSはXbox 360向け『フェイブル』続編を確保しようと『フェイブル』の資産とともにLionhead Studiosを買収した。MGSは、Digital Anvilが2003年に開発した『Brute Force』から2年後の2005年にDigital Anvilのスタッフをより大きなスタジオに統合し、2006年に同スタジオを完全に閉鎖した。FASA Studioは、2007年5月に同スタジオ最終作『シャドウラン』が発売されてから三ヶ月半後に閉鎖された。
2007年、MGSはゼネラルマネージャーのフィル・スペンサーが率いる欧州オフィスをイギリスのレディングに開設することを発表した。ムーアはサンフランシスコのベイエリアに家族と戻り、エレクトロニック・アーツに再び入社するために2007年7月にマイクロソフトを去った。ムーアの後任として、ドン・マトリックがMGSを含む「Xbox and Games Business」の新副社長に任命された。2007年後半、バンジーはMGSから独立して株式非公開企業となり、MGSがHaloの権利を保持することになった。バンジーはMGSのために『Halo 3：ODST』（2009）と『Halo：Reach』（2010）の2つのHaloゲームの開発を続けた。同時に、MGSはバンジー抜きで今後のHalo作品を開発するために社内スタジオ「343 Industries」を設立した。
2008年、MGSはCarbonated Gamesを解散し、Xbox Live Arcade向けの「高品質デジタルコンテンツ」を開発する社内スタジオ「Xbox Live Productions」の設立を発表した。
マイクロソフトは、 2000年代後半の金融危機の影響でパソコンの販売が鈍化したため、2009年1月に全部門で最大5000人のレイオフを発表した。MGS内では、2009年初頭に『Halo Wars』が完成した後、アンサンブルスタジオを解散することを既に計画していたが、新たなレイオフによりMSGはAces Game Studioも解散することになった。マイクロソフトは2009年5月にバンクーバーを拠点とするBigParkを買収し、同スタジオを使って、Xbox 360用Kinectセンサー向けの最初のゲームのいくつかを開発した。2009年後半、引退したシェーン・キムの後任として、フィル・スペンサーがMGSのコーポレートバイスプレジデントに昇進した。
2010年、MGSはWindows Phoneデバイス向けのゲームおよびエンターテインメントマルチメディアの開発に特化したモバイルゲームスタジオ「MGS Mobile Gaming」を設立した。また、傘下のレアがバーミンガムのディグベス地区に新スタジオをオープンした。

### Microsoft Studiosとして（2011–2019）

Microsoft Studiosのロゴ（2011–2019）

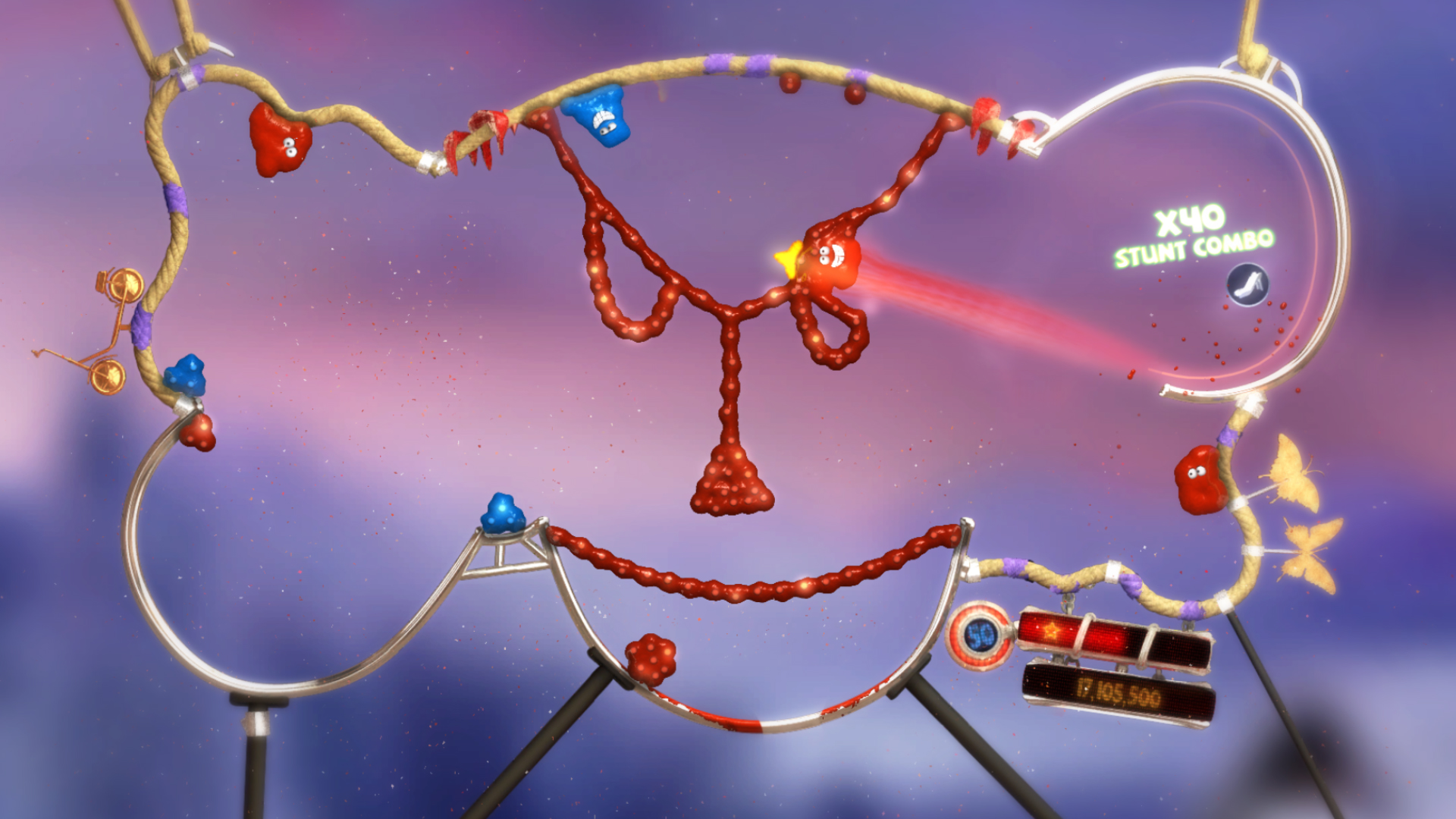
サードパーティのスタジオが開発し、2012年にMicrosoft Studiosが販売したXbox Live Arcadeゲーム『The Splatters』

2011年6月のElectronic Entertainment Expo 2011までに、Microsoft Game StudiosはひっそりとMicrosoft Studiosに改名された。その後2011年にMicrosoft Studiosは「Twisted Pixel Games」を買収した。2011年12月上旬には、Microsoft Studiosは最新のソフトウェア配信プラットフォームを使用して同スタジオの過去のWindows向けカジュアルゲーム（WindowsソリティアやMSN Gamesなど）を刷新する部門「Microsoft Casual Games」を立ち上げた。
2012年、元ソニーワールドワイドスタジオの責任者であるフィル・ハリソンが、Microsoft EuropeおよびIEBの責任者としてマイクロソフトに入社した。Microsoft Studiosは、『Tentacles』と『Max & the Magic Marker』のデベロッパー「Press Play」を買収した。彼らはまた、イギリスのロンドンに新しい開発スタジオを発表した。2012年後半、マイクロソフトはKinectファミリータイトルの『Project Columbia』がキャンセルされたため、Microsoft Game Studios Vancouverを縮小し、ポートフォリオの評価により、Free to Play作品の『Microsoft Flight』の継続的な開発が中止されたと発表した。縮小されたバンクーバースタジオは「BlackTusk Studios」に改称され、 Haloと同様のフランチャイズ構築タイトルの制作が任務となっている。
2013年、マイクロソフトはタブレット、モバイル、テレビ向けのクラウドベースのゲームを開発する欧州スタジオ「Lift London」を設立し、2014年にはDeveloper and Platform Evangelism（DPE）部門内に新しい「ディープテック」チームを立ち上げた。この新チームは社外のトップクラスの開発者と協力して、マイクロソフトプラットフォームを基盤とする次世代アプリケーションの構築を任務とする。
マイクロソフトの次世代ゲーム機「Xbox One」の開発の多くを監督していたドン・マトリックが、発売前の2013年7月に退社し、ジンガのCEOに就任した。マトリックの後任には、マイクロソフトの組織再編成で誕生した、Xboxハードウェア部門とMicrosoft Studiosの両方を監督する新組織「Devices and Studios Engineering Group」のリーダーに任命されたJulie Larson-Greenが就いた。
2014年初頭にはMicrosoft Studiosはゲーム『State of Decay』のパブリッシング契約を開発元のUndead Labsと結び、Epic Gamesから『Gears of War』シリーズの権利を取得し、Big Huge Gamesの『ライズ オブ ネイション』フランチャイズのIPを取得した。Microsoft Studiosは『Gears of War』をBlack Tusk Studios（2015年にThe Coalitionにブランド名変更）に割り当てた。

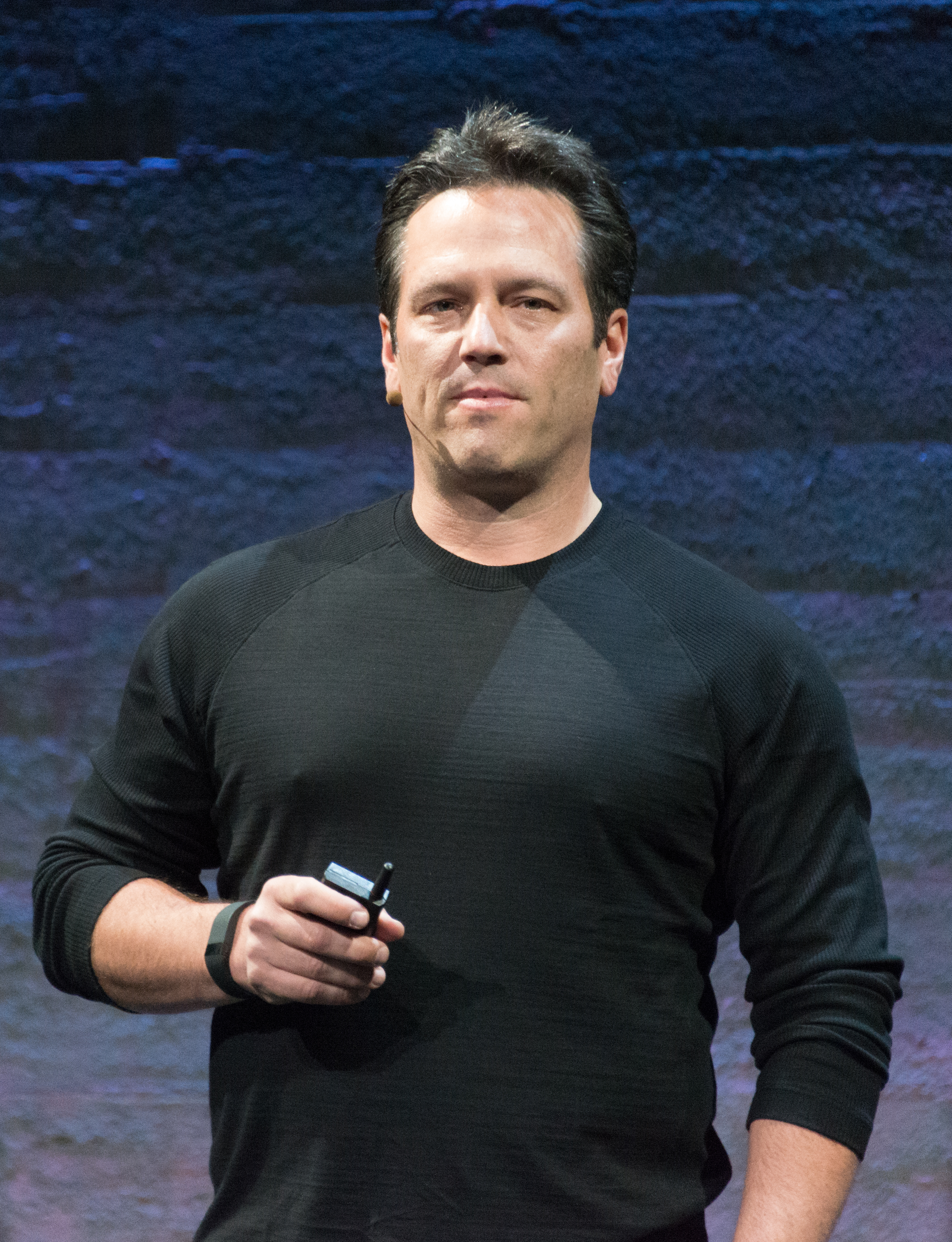
2014年から2017年までMicrosoft Game Studiosのコーポレートバイスプレジデントを務めたフィル・スペンサー

約6か月間Microsoft Studiosの責任者を務めていたジェイソン・ホルトマンが2014年2月に退職し、フィル・スペンサーが後任に就いた。2014年7月、Xbox Entertainment Studiosが数か月の内に閉鎖されることが発表され、10月29日までに閉鎖が完了した。
Microsoft Studiosによる最も重要な買収の1つが2014年後半の『マインクラフト』のデベロッパー「Mojang」買収である。マイクロソフトはスタジオ買収に25億ドルを投じ、買収契約は11月に完了し、スタジオの主要な創業者であるマルクス・ペルソン、ジェイコブ・ポーザー、Carl  MannehはMojangを退社した。買収の結果、ペルソンの個人純資産は約13億ドルになった。Microsoft Studiosは、ライバルのゲーム機PlayStationを含む複数のプラットフォームで『マインクラフト』を利用できるようにすることを約束した。2020年にスタジオのコーポレートバイスプレジデントのマット・ブーティは、Mojangの買収は後の買収のテンプレートとして機能したと述べており、Mojangはマイクロソフト社への統合が限定された「アンプラグドスタジオ」として運営され、Mojangの通常の日常業務の中断を最小限に抑え、スタジオの自由を妨げなかった。
2015年3月4日、マイクロソフトは更なるゲーム開発のためにイギリスを拠点とするスタジオLift LondonとSoho Productionsの統合を発表した。統合スタジオはLift Londonの名前で引き続き運営される。3月7日、MicrosoftはGame Developers Conferenceで、HoloLensのゲームがXbox Oneに登場すると発表した 。3月9日、マイクロソフトはクドウ・ツノダの役割が拡大し、Press Play、Lift London、新たな社内スタジオ「Decisive Games」などのスタジオの新スタジオチームリーダーになることを発表した。Decisive Gamesは以前、Xbox OneとPC向けの「愛されるストラテジーゲーム」の仕事のための採用を行っていると求人情報に記載していたが、ファーストパーティスタジオとしてのチームの存在を公に認めたのは今回が初となる。
2015年9月、傘下のTwisted Pixelが独立し、再び独立系スタジオに移行すると発表した。
クドウ・ツノダは、HoloLensやMicrosoft Edgeの開発、および音声やジェスチャーなどの人間の対話手段を改善できるその他のプロジェクトのために、2015年11月にXbox部門を去った。Microsoft Studiosでのツノダの指導的役割はHanno LemkeとShannon Loftisが担う。
2016年3月にマイクロソフトは、2つの主要プロジェクト（Lionheadの『Fable Legends』とPress Playの『Project Knoxvile』）の開発をキャンセルし、その後数か月で両スタジオを閉鎖した。同じ頃、Microsoft StudiosのWebサイトが更新され、BigPark、「Good Science Studio」、「Leap Experience Pioneers」（LXP）、「Function Studios」「State of the Art」（SOTA）などのスタジオが閉鎖されたことが示され、Microsoft Studiosは過去数年間でそれらすべてが他のMicrosoft Studiosチームに統合されたことを明らかにした。
2017年9月、スペンサーは上級幹部チームの一員に昇格し、「ゲーミング担当エグゼクティブバイスプレジデント」の肩書きを得た。2018年1月、マット・ブーティが『マインクラフト』ゲーム事業のリーダーからMicrosoft Studiosのコーポレートバイスプレジデントに昇格した。
E3 2018期間中の2018年6月10日にマイクロソフトは「Ninja Theory」「Playground Games」「Undead Labs」「Compulsion Games」の買収を発表したほか、カリフォルニア州サンタモニカに元クリスタル・ダイナミックススタジオヘッドのダレル・ギャラガーが率いる新スタジオ「The Initiative」の開設も明らかにした。Microsoft Studiosは11月にObsidian EntertainmentおよびinXile Entertainmentの買収も発表した。

### Xbox Game Studiosとして（2019–現在）
2019年2月5日、マイクロソフトは「Xbox」が当初の内容から発展し、プレイする場所や誰とプレイするかに関わらない、全てのデバイスを通じたゲームブランドになったことを受けて「Xbox Game Studios」へと改名された。E3 2019では、Xbox Game Studiosは「Double Fine」の買収を発表し、Shannon Loftisが率いる『エイジ オブ エンパイア』専門の新たな社内スタジオを設立したことで、スタジオの総数は15になった。後に「World's Edge」と名付けられたこの新スタジオは、ゲームを直接開発することはなく、クリエイティブディレクターのアダム・イスグリーンによれば、シリーズが正しい方向に開発されていることを保証するためにRelic Entertainment、Forgotten Empires、Tantalus Mediaなどの外部スタジオの取り組みを監督するという。
ブーティは、伝統的にマルチプラットフォームゲームをサポートしてきたObsidian、Ninja Theory、Double Fineなどのスタジオでは、彼らの将来の製品をXboxおよびWindowsコンピューター用のマイクロソフト独占コンテンツとして扱うのが理にかなっているのか、それとも複数のプラットフォームで販売できるようにするのが理にかなっているのか判断すると述べた。その決定は「ネットワーク効果」に基づいて行われ、『マインクラフト』の場合のようにこれらのゲームを他のプラットフォームでも展開することでフランチャイズのサポートが向上し、それ故にマイクロソフトがフランチャイズにリソースを捧げるのに役立つかどうかで決まる。Xbox Game Studiosは、同スタジオが開発したコンテンツまたは以前にXboxおよびWindows専売だったコンテンツの一部を任天堂のゲーム機向けに販売しており（Moon Studioの『オリとくらやみの森』とStudio MDHRの『Cuphead』のNintendo Switch版が有名）、レアのキャラクターのバンジョーとカズーイの『大乱闘スマッシュブラザーズ SPECIAL』への参加を許可している。ただし、この部門は、これらのリリースは一般に「他のプラットフォームへの既存のコミットメント」であり、スタジオがそれを尊重することを認めているが、それ以外の場合は「我々の独占的なファーストパーティゲームを他のコンソールにさらに拡張する計画はない」と述べている。
2019年の終わり近くに、現在Xbox Game Studiosの下にある合計15のスタジオで、ブーティは扱うゲームがこれまでになく増えており、近い将来に追加のスタジオを買収する予定はないとし、「Xbox Game Studios内の焦点を、買収と成長から実行と配信のフェーズに移してきた」と述べた。さらにマイクロソフトが「Xbox Series X/S」を含む第4世代のXboxのプロモーションを開始したとき、ブーティは新世代機の発売から1〜2年にXbox Game Studiosが開発した作品は、新世代機専用ではなくXbox Oneと新世代機の両方に対応し、一部のゲームは新世代機のラインナップでプレイするとパフォーマンスが向上すると述べた。ブーティは最近買収した多数のスタジオ、継続的な外部パートナーシップ、 Xbox Game Passプログラムにより、スタジオは多数のプレーヤーを引き付けるように設計された「ポートフォリオ内の幅広い製品」をサポートできると述べた。さらに、2020年11月のXboxブランドの将来に関するインタビューで、フィル・スペンサーはこれまでサービスが十分でなかったRPGの生産にさらに重点を置くつもりであると述べた。
2020年9月21日、マイクロソフトとゼニマックス・メディアはマイクロソフトがゼニマックスとその系列スタジオ（Bethesda Game Studios、Arkane Studios、id Software、MachineGames、Tango Gameworks、ZeniMax Online Studios）を75億ドル以上の現金で買収する計画を発表した。米国と欧州の規制当局の承認プロセスを経て、2021年3月9日に買収を完了した。
2022年1月18日、マイクロソフトはアクティビジョン・ブリザードを買収することで合意したと発表した。買収金額は約687億ドルで、買収完了は2023会計年度の予定。この買収でマイクロソフトはテンセント、ソニーに次ぐ世界3位のゲーム会社になると報じられ、米連邦取引委員会、イギリス競争・市場庁の妨害もあったが2023年10月13日に買収を完了した。

## 子会社および部門
| 親会社              | 名前                         | 場所                                             | 創設年 | 買収年 | 注記 |
| ------------------- | ---------------------------- | ------------------------------------------------ | ------ | ------ | --- |
| Xbox Game Studios   | Xbox Game Studios Publishing | アメリカ合衆国ワシントン州レドモンド             | 2000   | -      | Xbox Game Studiosのファーストパーティパブリッシング部門。 |
| Xbox Game Studios   | レア                         | イギリス・トゥイクロス                           | 1985   | 2002   | レア社は買収前には『Battletoads』『バンジョーとカズーイ』シリーズ『キラーインスティンクト』『コンカー』『パーフェクトダーク』などのいくつかのフランチャイズを開発しており、マイクロソフト傘下になってからは『グーリーズ -Grabbed by the Ghoulies』『カメオ:エレメンツ オブ パワー』『あつまれ!ピニャータ』シリーズ、『Rare Replay』『Sea of Thieves』などのゲームを開発した。 |
| Xbox Game Studios   | Turn 10 Studios              | アメリカ合衆国ワシントン州レドモンド             | 2001   | -      | 『Forza Motorsport』シリーズを開発するためにマイクロソフトが設立。 |
| Xbox Game Studios   | 343 Industries               | アメリカ合衆国ワシントン州レドモンド             | 2007   | -      | バンジースタジオの独立を受けて、SFメディアフランチャイズ『Halo』の開発を監督するために設立された。スタジオの名称はHaloのキャラクター「343 ギルティスパーク」に因む。 |
| Xbox Game Studios   | The Coalition                | カナダ・ブリティッシュコロンビア州バンクーバー   | 2010   | -      | 以前はBlack Tusk Studiosという名称であったが、買収に伴いMicrosoft Studios Vancouverに改名され、『Microsoft Flight』を手掛けた。2014年にマイクロソフトがEpic Gamesから『Gears of War』シリーズを取得後に同スタジオはThe Coalitonに改名され、今後のGears作品を担当することになった。                                                                                            |
| Xbox Game Studios   | Mojang Studios               | スウェーデン・ストックホルム                     | 2009   | 2014   | 『マインクラフト』を開発。 |
| Xbox Game Studios   | Undead Labs                  | アメリカ合衆国ワシントン州シアトル               | 2009   | 2018   | ゾンビサバイバルホラーゲームの『State of Decay』を開発。 |
| Xbox Game Studios   | Playground Games             | イギリス・ロイヤル・レミントン・スパ             | 2010   | 2018   | Turn 10 Studiosと『Forza Horizon』シリーズで協力。現在は『フェイブル』の新作ゲームの開発を行っている。 |
| Xbox Game Studios   | Compulsion Games             | カナダ・ケベック州モントリオール                 | 2009   | 2018   | 『Contrast』や『We Happy Few』を開発。 |
| Xbox Game Studios   | inXile Entertainment         | アメリカ合衆国カリフォルニア州ニューポートビーチ | 2002   | 2018   | ブライアン・ファーゴによって設立されたRPGを専門とするスタジオ。買収前のタイトルは『Wasteland』シリーズ、『バーズテイル』シリーズなどのゲームを開発。 |
| Xbox Game Studios   | Ninja Theory                 | イギリス・ケンブリッジ                           | 2000   | 2018   | 『Kung Fu Chaos』『Heavenly Sword ヘブンリーソード』『Enslaved: Odyssey to the West』『DmC Devil May Cry ディーエムシー デビルメイクライ 』 『Hellblade: Senua's Sacrifice』などのゲームを開発。 |
| Xbox Game Studios   | Obsidian Entertainment       | アメリカ合衆国カリフォルニア州アーバイン         | 2003   | 2018   | 『The Outer Worlds アウター・ワールド』などのRPGを専門とするスタジオ。 以前は『Fallout: New Vegas』『ダンジョン・シージIII』『South Park: The Stick of Truth』などのライセンスゲームを手掛けていた。 |
| Xbox Game Studios   | Double Fine Productions      | アメリカ合衆国カリフォルニア州サンフランシスコ   | 2000   | 2019   | ルーカスアーツを退社したティム・シェーファーが設立し、『Psychonauts』『Brütal Legend』『Broken Age』などのゲームを開発した。同スタジオは『Grim Fandango』『デイ・オブ・ザ・テンタクル』『Full Throttle』を含む初期のルーカスアーツのアドベンチャーゲームの一部作品のリマスター権も取得している。                                                                              |
| Xbox Game Studios   | World's Edge                 | アメリカ合衆国ワシントン州レドモンド             | 2019   | -      | Xbox Game Studios内部でつくられ、『エイジ オブ エンパイア』 フランチャイズのためにより多くのリソースと献身的なリーダーシップを提供する |
| Xbox Game Studios   | The Initiative               | アメリカ合衆国カリフォルニア州サンタモニカ       | 2018   | -      | サンタモニカスタジオと同様の役割を持つファーストパーティのデベロッパーとして設立され、元クリスタル・ダイナミックススタジオヘッドのダレル・ギャラガーが率いる。現在は『パーフェクトダーク』フランチャイズのリブートに取り組んでいる。 |
| ZeniMax Media       | Bethesda Softworks           | アメリカ合衆国メリーランド州ロックビル           | 1986   | 2021   | ZeniMax Mediaのパブリッシング部門。 |
| ZeniMax Media       | Alpha Dog Games              | カナダ・ノバスコシア州ハリファックス             | 2012   | 2021   | モバイルゲームを開発。 |
| ZeniMax Media       | Arkane Studios               | フランス・リヨン                                 | 2010   | 2021   | 『Prey（2017年版）』を開発。 |
| ZeniMax Media       | Bethesda Game Studios        | アメリカ合衆国メリーランド州ロックビル           | 1986   | 2021   | 『The Elder Scrolls』シリーズ、『Fallout 3』以降の『Fallout』シリーズを開発。 |
| ZeniMax Media       | id Software                  | アメリカ合衆国テキサス州リチャードソン           | 1991   | 2021   | 『Quake』シリーズ、『Doom』シリーズ、『Rage』を開発。 |
| ZeniMax Media       | MachineGames                 | スウェーデン・ウプサラ                           | 2009   | 2021   | 『Wolfenstein: The New Order』以降の『Wolfenstein』シリーズを開発。 |
| ZeniMax Media       | Roundhouse Studios           | アメリカ合衆国ウィスコンシン州マディソン         | 2019   | 2021   | Human Head Studiosの元開発者によって結成。 |
| ZeniMax Media       | ZeniMax Online Studios       | アメリカ合衆国メリーランド州ハント・バレー       | 2007   | 2021   | 『The Elder Scrolls Online』を開発。 |
| Activision Blizzard | Activision                   | アメリカ合衆国カリフォルニア州サンタモニカ       | 1979   | 2023   | アクティビジョン・ブリザードのうちブリザード系列、キング以外のパブリッシング部門を担当。『Call of Duty』シリーズ、『ギターヒーロー』シリーズ、『ピットフォール』の販売を担当。『クラッシュ・バンディクー』シリーズ、『SEKIRO: SHADOWS DIE TWICE』のIPを保有。 |
| Activision Blizzard | Blizzard Entertainment       | アメリカ合衆国カリフォルニア州アーバイン         | 1991   | 2023   | 『Diablo』シリーズ、『Starcraft』シリーズ、『Warcraft』シリーズ、『Hearthstone』、『Overwatch』シリーズを開発 |
| Activision Blizzard | King.com Limited             | スウェーデン・ストックホルム                     | 2003   | 2023   | モバイルゲームスタジオ。『キャンディークラッシュ』、『クラッシュ・バンディクー ブッとび!マルチワールド』を開発。 |
| Activision Blizzard | Infinity Ward                | アメリカ合衆国カリフォルニア州ロサンゼルス       | 2002   | 2023   | 『Call of Duty』シリーズの初期作、『MW』シリーズを開発。 |
| Activision Blizzard | Treyarch                     | アメリカ合衆国カリフォルニア州サンタモニカ       | 1996   | 2023   | 『Call of Duty』の『Black OPS』シリーズを開発。 |
| Activision Blizzard | Sledgehammer Games           | アメリカ合衆国カリフォルニア州フォスターシティ   | 1996   | 2023   | 『Call of Duty』の『MW3』『AW』『WWII』『Vanguard』を開発。 |
| Activision Blizzard | Raven Software               | アメリカ合衆国ウィスコンシン州ミドルトン         | 1990   | 2023   | 『Call of Duty』の『WarZone』、『Soldier of Fortune』シリーズ、『Quake 4』、『Wolfenstein（2009）』を開発。 |
| Activision Blizzard | Beenox                       | カナダ・ケベック・シティー                       | 2000   | 2023   | 『クラッシュ・バンディクーレーシング』シリーズを開発。『Call of Duty』シリーズの開発協力。 |
| Activision Blizzard | Radical Entertainment        | カナダ・バンクーバー                             | 1991   | 2023   | 『クラッシュ・バンディクー がっちゃんこワールド』、『Prototype』シリーズを開発。 |

### かつて傘下にあったスタジオ
売却またはスピンオフ
- Access Software/Salt Lake Games Studio/Indie Games — 『Links』シリーズ — テイクツー・インタラクティブに売却され、Indie Builtに名前が変更された。
- バンジー — 『Halo』シリーズ — 独立、2022年1月31日にソニー・インタラクティブエンタテインメントが買収[98]。
- Lift London — マイクロソフトのゲーム事業から除外[99]
- Twisted Pixel Games — 『The Gunstringer』『LocoCycle』『The Maw』『Splosion Man』シリーズ — 独立
- Toys for Bob — 『クラッシュ・バンディクー』シリーズ、『スパイロ・ザ・ドラゴン』シリーズ、『スカイランダーズ』シリーズ、『魔女っ子大作戦』 — 独立

閉鎖または統合
- Aces Game Studio — 『Microsoft Flight Simulator』シリーズ — 閉鎖
- BigPark — 『Kinect Joy Ride』『Joy Ride Turbo』 — 統合
- Carbonated Games — 閉鎖
- Digital Anvil — 『Brute Force』『Freelancer』 — 統合[100]
- アンサンブルスタジオ — 『エイジ オブ エンパイア』シリーズ、『エイジ オブ ミソロジー』シリーズ、『Halo Wars』 — 閉鎖
- FASA Studio — 『MechWarrior』シリーズ、『シャドウラン』『Crimson Skies』シリーズ — 閉鎖
- Function Studios — KinectとHoloLensのゲーム — 統合
- Good Science Studio — 『Kinect アドベンチャー!』『Kinect Fun Labs』『Kinect スター・ウォーズ』 — 統合
- Hired Gun — 『Halo 2』PC移植版 — 統合[101]
- Leap Experience Pioneers (LXP) — KinectとHoloLensのゲーム — 統合
- Lionhead Studios — 『フェイブル』シリーズ、『ブラック&ホワイト』シリーズ — 閉鎖
- Microsoft Studios Victoria — 閉鎖
- Press Play — 『Max: The Curse of Brotherhood』『Kalimba』 — 閉鎖
- Soho Productions — 統合
- State of the Art (SOTA) — KinectとHoloLensのゲーム — 統合
- Team Dakota — 『Project Spark』 — 統合
- Xbox Live Productions — 統合（パブリッシング部門）
- Tango Gameworks — 『サイコブレイク(PsychoBreak/The Evil Within)』シリーズ、『Hi-Fi RUSH』 — 閉鎖

## 販売したゲーム
Xbox Game Studiosのコンピュータゲーム一覧